# كارستم (بشت أربابا)
کارستم (بالفارسية: کارستم) هي قرية تقع في إيران في قسم بشت أربابا الريفي. يقدر عدد سكانها بـ 49 نسمة بحسب إحصاء 2016.